# Experimentvärlden
Experimentvärlden är en novell skriven av Pär Lagerkvist i början av 1900-talet. Novellen är publicerad i en novellsamling titulerad Onda sagor. I samlingen finns några av hans mest kända verk, så som "Hissen som gick ner i Helvetet", "Min far och jag" och "En hjältes död".

## Om novellen
Novellen "Experimentvärlden" berättar en historia om en värld där allting enbart testades för att sedan kunna göra en perfekt värld. Skaparna använder världen till att försöka hitta den perfekta bosättande arten. Växter, djur och människor låter de bo i världen men alla får samma resultat... död. Den klassiskt skrivna novellen ”Experimentvärlden”, har en början där det beskrivs hur skapare försöker få fram den perfekta världen. När de sedan har hittat ett par som många skulle anse vara perfekt, låter de dem dö för att försöka skapa något nytt och ännu bättre. Slutet då de dödar det till synes perfekta paret var oväntat och gav tyngd åt berättelsen. 

## Karaktärerna i texten
Skaparna i novellen vet man ingenting om, förutom att de letar efter och försöker skapa en perfekt värld. Skaparna verkar inte veta vad de letar efter, deras referensramar är väldigt oklara då de fortsätter att leta trots att de skapar det till synes perfekta paret. Skaparna kan tolkas som en blandning mellan Darwin och Gud. Gud är den som kan skapa och utsläcka liv medan Darwin är den som ständigt utvecklar och anpassar skapelserna efter omständigheterna.  Skaparna nöjer sig dock inte med detta utan vill skapa något som är ännu mer perfekt.

## Tema
Författaren vill förmedla hur sökande och fåfänga vi människor är. När vi har hittat någonting som är bra, kanske till och med perfekt, försöker vi ständigt att hitta något som är ännu bättre. Det faktum att mänskligheten ständigt letar efter nya och bättre ting driver oss att fortsätta utvecklas. Det som Per vill förmedla är att om vi ständigt letar efter något bättre, kommer vi att få det bättre. Om vi däremot nöjer oss med det vi har kommer vi långsamt att få det sämre. Per växte upp i en starkt troende familj och blev därmed uppfostrad med bibeln som sanning. Under tonåren exponerades Per för Darwinismen och började då betvivla den klassiska bibliska världsbilden. Novellen "Experimentvärlden" är skriven på ett sätt som ifrågasätter den bibliska världsbilden. 

## Kopplingar till andra verk
Det han beskriver i novellen är mycket likt paradiset så som det beskrivs i Bibeln. Att de tar just ett gosse- och ett flickebarn är en metafor för de bibliska karaktärerna Adam och Eva. Barnen fick leva i en perfekt värld där de fick leka, njuta och bara finnas till. När de växt upp var de två vuxna människor som älskade varandra i ordets sanna mening. Alla misslyckade människor tittade på dem och såg att de älskade varandra mer än de själva förmådde sig att göra. Detta  är en koppling mellan de som är i paradiset och all misär som finns utanför. Det karga och hårda livet utanför paradiset i Bibeln kan jämföras med alla de döda i Per Lagerkvists novell då de är misslyckade försök att tillverka den perfekta människan som skall fylla den perfekta världen. Dessa misslyckade tidigare försök att skapa den perfekta befolkningen beskrivs som lidande i novellen, men åsynen av kärleken mellan den till synes perfekta mannen och kvinnan gav dem glädje och hopp om livet. 